# Moutabea dibotrya
Moutabea dibotrya är en jungfrulinsväxtart som beskrevs av Carl Friedrich Philipp von Martius och Friedrich Anton Wilhelm Miquel. Moutabea dibotrya ingår i släktet Moutabea och familjen jungfrulinsväxter. Inga underarter finns listade i Catalogue of Life.